# Chionophila
Chionophila es un género con siete especies de plantas de flores perteneciente a la familia Scrophulariaceae. 

## Especies seleccionadas
- Chionophila jamesii
- Chionophila tweedyi

- Datos: Q8356486
- Especies: Chionophila